# 中野謙吾
中野 謙吾（なかの けんご、1981年6月30日 - ）は、日本テレビのアナウンサー。

## 経歴・人物
- 福岡県北九州市出身。
- 2004年に明治大学商学部卒業後、日本テレビ入社。
- 2006年3月11日に結婚。現在は2児の娘が居る。
- 昔ボーイスカウトに所属した経験がある[2]。
- 特技は腕相撲とテニス。テニスに関しては小学校5年生から始め、大学生時には明治大学硬式庭球部主将を務めた。
- 座右の銘は「努力」[2]。
- 2022年4月、「第43回NNSアナウンス大賞」でテレビ部門大賞を受賞した[3]。

## 担当番組
太字は出演中
- スポーツ中継（サッカー、ボクシング、バイク、アメフト、ラグビー、駅伝）
- 日テレNEWS24（不定期）
- NNNニュースサンデー（不定期）
- Oha!4 NEWS LIVE - キャスター
  - 火・水曜担当（2011年4月5日 - 9月28日）
  - 木・金曜担当（2011年10月6日 - 2012年3月30日）
  - 月・火曜担当（2012年4月2日 - 2013年3月26日）
  - 月曜担当（2013年4月1日 - 9月23日）
  - 火曜担当（2013年10月1日 - 2015年3月24日、2022年4月5日 - 9月27日、2023年10月3日 - ）
  - 金曜担当（2015年4月3日 - 10月2日）
  - 木曜担当（2015年10月8日 - 2016年9月29日）
  - 水曜担当（2022年10月5日 - 2023年9月27日）
- おもいッきりDON!（水曜・中継担当）
- デイリープラネット（日テレNEWS24、月・木・金　23:00～ / 24:00～＜担当時間は23:35～ / 24:35～＞）- スポーツ&ニュース（スポーツ担当）
- スポ天ワイド（日テレNEWS24、土・日　22:30～23:00）
- イブニングプレス donna
- デイリープラネット（日テレNEWS24）- 金曜担当サブキャスター
- メレンゲの気持ち（ナレーター）
- バゲット（2018年10月3日 - 2021年3月24日）- 隔週水曜レギュラー
- Huluはじめました。（2021年10月10日 - ）- ナレーション
- DayDay.（2023年4月4日 - ）- 火曜ナレーター